# Jeffrey King
Jeffrey King, spillet af Corbin Bleu, er en fiktiv karakter i tv-serien One Life to Live . Jeffrey King i 39 episoder af serien fra 2013 .